# مقياس لايتر-3 الأدائي العالمي النسخة الثالثة
مقياس لايتر-3 الأدائي العالمي النسخة الثالثة أو مقياس ليتر-3 مقياس لايتر-3 الأدائي العالمي – الصورة العربية، هو اختبار يتم تطبيقه بشكل فردي، وهو مصمم لتقييم الوظائف المعرفية لدى الأطفال والمراهقين والبالغين – من سن 3 سنوات إلى 75 عاماً فما فوق. ويتضمن الاختبار مقاييس الذكاء غير اللفظي في التفكير المرن والتصور، بالإضافة إلى تقييم الذاكرة غير اللفظية والانتباه والتداخل المعرفي. وتعتبر النسخة الثالثة من مقياس اللايتر من أحدث وأهم مقاييس الذكاء في جميع أنحاء العالم. على الرغم من أنه يمكن أن ينتج عنه حاصل ذكاء (IQ) ومقياس للقدرة المنطقية لجميع الأعمار. تم إنتاج سلسلة تقييمات Leiter ونشرها Stoelting .
تم بناء مقياس لايتر-3 من أفضل البنود المستخدمة سابقاً في مقياس (Leiter-R)، بالإضافة إلى تضمينه عدداً من المقاييس الجديدة. يستخدم مقياس لايتر -3 أدوات على شكل مجسمات، بالإضافة إلى أشكال إسفنجية يسهل التعامل معها من قبل جميع الأفراد. يطبق مقياس لايتر -3 بطريقة تشبه اللعب طوال فترة الاختبار، والتي تحافظ على اهتمام مجموعة واسعة من الأعمار والمجموعات الخاضعة للاختبار. وهذا يشمل الأطفال الذين يعانون من أي من هذه الميزات: غير الناطقين بها، والتوحد، وإصابات الدماغ الرضحية، وضعف الكلام، ومشاكل السمع.
بشكل عام، تمت زيادة كفاءة واستخدامية مقياس لايتر-3 من خلال دمج مجموعات مقياس لايتر -3 الفرعية وإزالة البنود ذات مستويات الصعوبة المتشابهة. وبالاستناد إلى البيانات الخاصة بمقياس لايتر-R، تم تقليل عدد المجموعات الفرعية من 20 إلى 10. يوفر مقياس لايتر-3 المبسط تقييماw أفضل للقدرات المعرفية والانتباه / الذاكرة.
تم استخدام مقياس ليتر بشكل أساسي كبديل غير لفظي لمقياس Binet ، والذي يتم ترجيحه شفهيًا. ومع ذلك، يتم استخدامه أيضًا من قبل الباحثين، وكذلك في كثير من الأحيان من قبل الأطباء الذين يقيمون «الوظيفة الفكرية للأطفال الذين يعانون من اضطرابات النمو المنتشرة».
أحدث إصدار من Leiter يسمى Leiter- 3، والذي تمت مراجعته في عام 2013. تتراوح أعمارها بين 3 سنوات و 75+ سنة. لا يجب إجراء جميع الاختبارات الفرعية على كل طفل. على الرغم من أن هذا المقياس يقوم بعمل ممتاز باعتباره «مساعدًا للتشخيص السريري للأطفال المعوقين... يجب على مستخدم الاختبار توخي الحذر في تفسير.... نتائج الاختبار لأن معنى درجات الاختبار يتطلب مزيدًا من البحث.»  في مراجعة أجراها مركز بوروس للاختبار، وهي منظمة مستقلة تقوم بمراجعة التقييمات النفسية والتعليمية، خلص المراجعون إلى أن «مؤلفي ليتر -3 قد نجحوا في تحقيق هدفهم المتمثل في بناء مقياس غير لفظي موثوق وصالح للقدرة الفكرية والانتباه / الذاكرة. مسترشدًا بالتعليقات 20 من مستخدمي الإصدارات السابقة، فإن Leiter-3 المعاد تصميمه أكثر جاذبية للممتحنين ولكنه أقل استهلاكا للوقت للفاحصين مع الاستمرار في توفير العديد من الفهارس التشخيصية والنتائج والخيارات التفسيرية لتوجيه تخطيط البرنامج لمجموعة واسعة من الأفراد».
تم تحديد معيار Leiter-3 والتحقق من صحته من خلال مجموعة متنوعة، وممثل الإحصاء الأمريكي المحدث لعام 2008، بما في ذلك عدد من المجموعات الخاصة، بما في ذلك أولئك الذين يعانون من إعاقات في الكلام، أو الصمم أو ضعاف السمع، والتأخير الحركي، وإصابات الدماغ الرضية، والفكرية. التأخيرات، اضطراب فرط الحركة ونقص الانتباه، الموهبة، صعوبات التعلم، اضطراب طيف التوحد، واللغة الإنجليزية كلغة ثانية.
يحتوي Leiter على 10 اختبارات فرعية منظمة في أربعة مجالات:
- الذكاء الحاد
- التصور
- ذاكرة
- الانتباه

## الاختبارات الفرعية
الاختبارات الفرعية الخمسة لذكاء السوائل هي: الترتيب التسلسلي لإكمال النموذج (FC) التصنيف والتماثل (CA) الشكل الأرضي (FG) الأنماط المطابقة / المتكررة (M / RP) - اختياري
الاختبارات الفرعية الخمسة للانتباه والذاكرة هي: الذاكرة الأمامية (FM) الانتباه المستمر (AS) الذاكرة العكسية (RM) غير اللفظي Stroop (NS) الانتباه مقسم (AD)
المقياس الأخير هو المقياس الاجتماعي / العاطفي، والذي يجمع معلومات عن المجالات التالية: - - - - - - - - - - - - - - - - - - - - - - - - - - - - - - - - - - - - - - - - - - - - - -. - - - - - - - - - - - - - - - - - - - - - - - - ، - - - - - - - - - - - - - - - - - - - - - - - - - - - - - - - - - ، - - - - - - - - -.